# Пилюк, Николай Владимирович
Николай Владимирович Пилюк (род. 9 октября 1953, Рухово, Бобруйская область) — белорусский учёный в области животноводства. Доктор сельскохозяйственных наук (1999).

## Биография
В 1971 г. закончил Пасекскую (Пасекский сельсовет) среднюю школу и работал оператором трубоукладчика дренажа в Любанском ПМК.
В период с 1971 по 1973 гг. служил в рядах Советском Армии.
В 1973 г. поступил на зооинженерный факультет Гродненского сельскохозяйственного института, который закончил в 1979 г. После окончания института был распределен в Белорусский научно-исследовательский институт животноводства, г. Жодино.
С 1979 по 1983 гг. работал сотрудником Белорусского научно-исследовательского института животноводства, одновременно подготовив и защитив кандидатскую диссертацию по физиологии сельскохозяйственных животных по теме «Физиологическое состояние и продуктивность молочных коров при скармливании новой серосодержащей подкормки — фосфогипса».
С 1983 по 1985 гг.— главный зоотехник колхоза «им. Карла Маркса» Островецкого района Гродненской области.
В 1985—1988 гг. занимал должность начальника цеха животноводства экспериментальной базы «Заречье» Смолевичского района Минской области.
В период с 1988 по 1998 гг. — директор Жодинского госплемпредприятия, затем директор ОПХ «Будагово» Смолевичского района Минской области.
С 1998 по 2013 гг. работал заместителем директора Белорусского научно-исследовательского института животноводства Национальной академии наук Белоруссии (с 2006 г. Республиканское унитарное предприятие «Научно-практический центр Национальной академии наук Беларуси по животноводству»). Одновременно, в 1999 г. защитил диссертационную работу на соискание степени доктора сельскохозяйственных наук по теме «Биолого-технические основы использования галитов, фосфогипса и доломита в качестве источников хлористого натрия, серы, кальция и магния в кормлении жвачных животных».
В 2013 году назначен на должность главного научного сотрудника Республиканского унитарного предприятия «Научно-практический центр Национальной академии наук Беларуси по животноводству».

## Научная деятельность
За время осуществления научно-производственной деятельности в соавторстве опубликовал 5 книг. Является обладателем 13 патентов, автором и соавтором боле 70 научных работ и производственно-практических рекомендаций.

## Основные работы
- Минеральные источники Беларуси для животноводства / Слесарев И. К., Пилюк Н. В. — Жодино; Минск : б.и., 1995.
- Основы животноводства : пособие / В. С. Антонюк, С. И. Плященко, В. И. Сапего и др. — Минск : Дизайн ПРО, 1997.
- Животноводство : пособие / В. С. Антонюк и др. — Минск : БГАТУ, 2003.
- Технологические основы скотоводства и кормопроизводства : пособие / Н. В. Казаровец и др. — Минск: БГАТУ, 2006.
- Животноводство тропиков и субтропиков : пособие / Н. В. Казаровец и др. — Минск : БГАТУ, 2008.